# Giovanni Michiel
Giovanni Michiel, dit le cardinal de Vérone (né à Venise, Italie, alors dans la république de Venise entre avril 1446 et avril 1447, et mort à Rome le 10 avril 1503) est un cardinal italien du XVe siècle. Il est le neveu du pape Paul II et un cousin du cardinal Giovanni Battista Zeno (1468).

## Biographie
Michiel est protonotaire apostolique. Il est abbé commendataire de Sesto al Reghena à Pordenone, abbé commendataire des abbayes bénédictines de Bosco et de S. Fermo il Piccolo à Vérone et abbé commendataire de S. Stefano all'Isola.
Son oncle, le pape Paul II le crée cardinal lors du consistoire du 21 novembre 1468. En 1470 il est nommé évêque de Vérone. Michiel est abbé commendataire de l'abbaye de SS. Trinità dans le diocèse de Vérone, abbé commendataire de Tiana et abbé commendataire de S. Maria di Sania dans le diocèse de Nocera Umbra. En 1486 il succède au nouveau pape Innocent VIII comme camerlingue du Sacré Collège. Michiel est nommé évêque de Padoue, mais il résigne en mars 1487 avant avoir pris possession du diocèse à cause de l'opposition de Venise contre la nomination. Il est nommé légat a latere dans la province du Patrimoine en 1486. En 1497, il est nommé abbé commendataire de l'abbaye Saint-Pierre de Baume-les-Messieurs et patriarche latin de Constantinople. Michiel conduit une vie irréprochable et est très indulgent pour les pauvres.
Il participe au conclave de 1471, lors duquel Sixte IV est élu, au conclave de 1484 (élection d'Innocent VIII) et au conclave de 1492 (élection d'Alexandre VI).